# Tessaromma nigroapicale
Tessaromma nigroapicale är en skalbaggsart som beskrevs av Aurivillius 1917. Tessaromma nigroapicale ingår i släktet Tessaromma och familjen långhorningar. Inga underarter finns listade i Catalogue of Life.